# Iajuddin Ahmed
Iajuddin Ahmed, beng. ইয়াজউদ্দিন আহম্মেদ (ur. 1 lutego 1931 w Mushiganj, zm. 10 grudnia 2012 w Bangkoku) – prezydent Bangladeszu w latach 2002–2009. Został wybrany na to stanowisko 6 września 2002 roku. Jego poprzednikiem był Jamiruddin Sircar.